# کریستوفر کالینز
کریستوفر کالینز (انگلیسی: Christopher Collins؛ ۳۰ اوت ۱۹۴۹ – ۱۲ ژوئن ۱۹۹۴) یک هنرپیشه اهل ایالات متحده آمریکا بود.